# Adolf Hildenbrand
Adolf Emil Hildenbrand, Signatur-Kürzel AHi (* 14. September 1881 in Löffingen; † 12. Dezember 1944 in Pforzheim), war ein deutscher Maler, Grafiker, Emailleur, Dozent an der Kunstgewerbeschule Pforzheim und Freimaurer.

## Herkunft

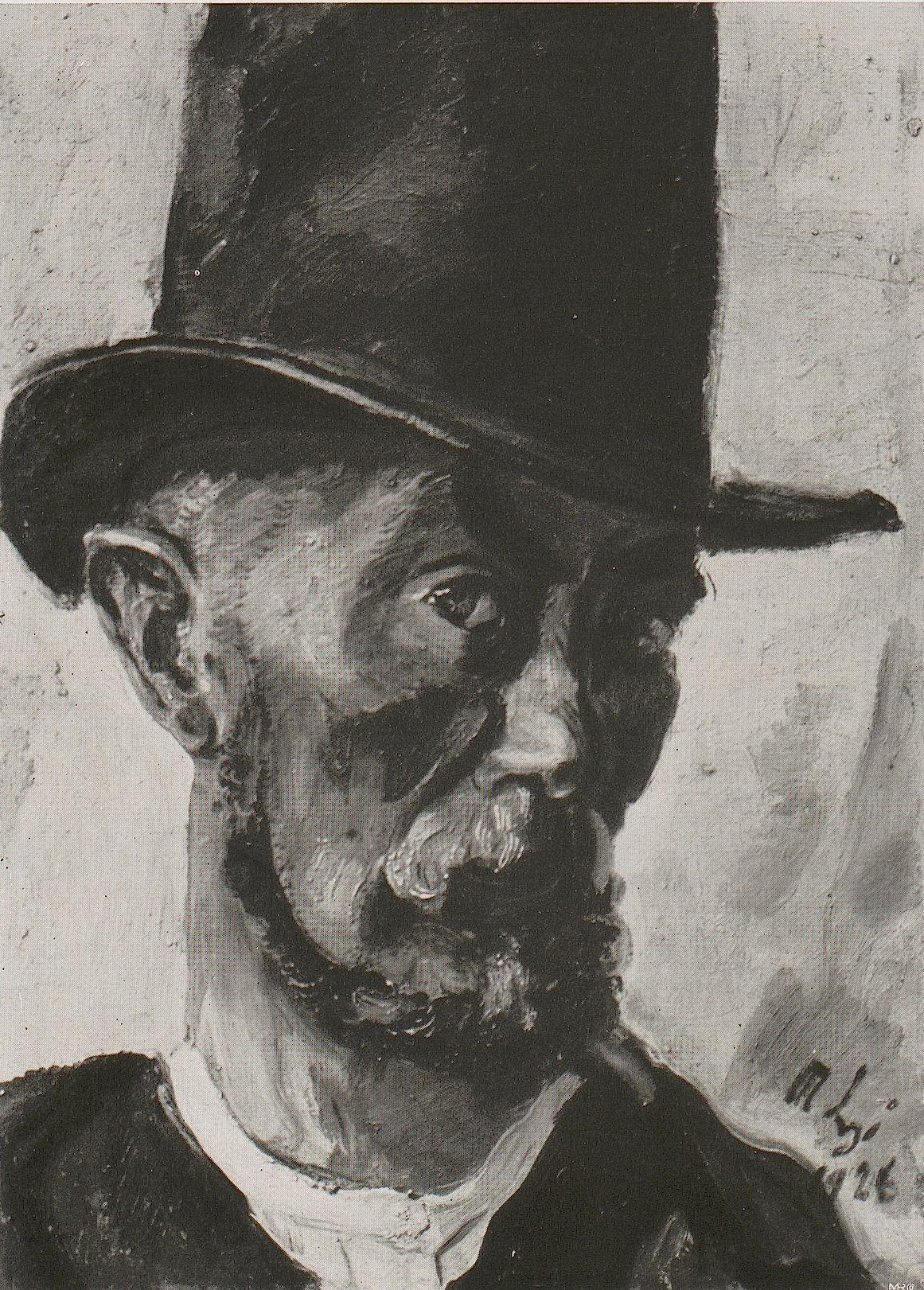
Adolf Hildenbrand: Selbstbildnis (1926)

Adolf Hildenbrands Vater war Emil Jakob Hildenbrand (1856–1926). Sein Großvater war der Vergolder und Maler Jakob Hildenbrand (1825–1888). Er stammte aus einem seit dem 16. Jahrhundert ansässigen Waldshuter Geschlecht. Adolf Hildenbrand besuchte in Waldshut die Höhere Bürgerschule. Sein Zeichenlehrer Bernhard Sindlinger förderte ihn. Eine Fotografenlehre in Säckingen brach er bald ab. Seine Eltern ermöglichten ihm daraufhin den Besuch der Kunstgewerbeschule Karlsruhe, wo er die Prüfung zum Zeichenlehrer mit „sehr gut“ bestand, zudem erhielt er für besondere Leistungen die Großherzogliche Friedensmünze. 1902 folgte die Berufung an die Kunstgewerbeschule Pforzheim zunächst als Leiter der Emailleklasse. Für eine Zuglampe erhielt er eine Bronzemedaille auf der Weltausstellung St. Louis 1904. 1906 wurde er Zeichenlehrer. Er beherrschte die Techniken Lithografie, Kupferstich und Radierung. 1908 wurde er zum Professor ernannt.

## Stationen und Werke
1908 heiratete er Gertrud Maierhofer aus Pforzheim. Das Paar hatte drei Kinder. Studienfahrten führten ihn nach Italien (1908), Paris (1910), Colmar und Basel (1912), er bekam Kontakt zu Ferdinand Hodler. Ab 1911 folgten Aufenthalte im Bernauer Hochtal im Schwarzwald mit Albert Haueisen, 1913 mehrere Tage im Krunkelbachtal. Er war ab 1915 Mitglied der Freimaurerloge Reuchlin in Pforzheim.
In Bernau erwarb er 1919 ein Atelierhaus, das Rote Haus. 1915 bis 1918 leistete er Kriegsdienst im Ersten Weltkrieg, wurde 1917 in Russland verwundet und kam danach ins Lazarett. 1920 hatte er eine Ausstellung im Kunstsalon Wolfsberg bei Zürich. 1923 knüpfte er erste Kontakte zur Großloge Bayreuth. Von 1924 bis 1931 folgten Ausstellungen in Pforzheim, Lindau, Mannheim, Karlsruhe, Baden-Baden und Freiburg. 1928 malte er am Schluchsee und bei Aha. Ein Malaufenthalt in Gaienhofen folgte 1931. Zudem gab es Kontakt zu Hermann Hesse. Weitere Station waren die Bibermühle und der Maler Hans Sturzenegger, eine Ausstellung im Kunstverein Wuppertal und Versuche mit Pastellkreide der Marke Stabilo.
Adolf Hildenbrand war ab 1926 Mitglied der Künstlergruppe Der Kreis. Im selben Jahr unternahm er eine 14-tägige Fußwanderung mit Sepp Vees und Karl Caspar nach München zur Lovis-Corinth-Ausstellung.
1933 wurde er von seiner Lehrtätigkeit suspendiert, Ende des Jahres erfolgte die Beschlagnahme einiger Bilder aus öffentlichem Raum. Dennoch folgten Ausstellungen im Badischen Kunstverein Karlsruhe in Mannheim und Baden-Baden und im Kunstsalon Wolfsberg in Zürich. Er beschäftigte sich mit Enkaustik-Technik. Ende 1933 wurden die Wandgemälde für das Sanatorium in St. Blasien fertig, sie fanden viel Beachtung und wurden unter anderem in einem Magazin des Verlags Velhagen & Klasing abgedruckt. 1934 fertigte er Wandgemälde für den Rathaussaal in Mühlacker, danach schrieb er Bild meines Lebens. 1935 versuchte Adolf Beyer, ihn auf der Ausstellung Darmstädter Kunstschau 1935 zu fördern. 1936 fertigte er für die Sparkasse Biberach das Triptychon Die drei Lebensalter. Der Maler Willi Münch-Khe setzte sich danach für ihn ein, es erschienen einige Bilder in den Nationalsozialistischen Monatsheften. Nach 1940 war er krankheitsbedingt nur noch wenig tätig. 1938 fertigte er für den Landrat Röger in Maulbronn ein Triptychon. Weitere Malaufenthalte in Liechtenstein auf dem Gaflei folgten. Danach reiste er auf Einladung des Admirals Günther Lütjens in den Hardangerfjord, es entstanden mehrere Bilder, anschließend ein Malaufenthalt in Danzig. 1939 wurde er in den vorzeitigen Ruhestand versetzt. Er nahm seinen Wohnsitz in Bernau, in Waldshut entstanden einige Silberstiftzeichnungen. Während seines Aufenthalts in Kaiserberg in Bernau (1941) malte er nur noch einige wenige Studienzeichnungen zum Thema Herden. 1943 hatte er auf Einladung des Bürgermeisters Birkenmeyer Aufenthalt im Krankenhaus Waldshut und erreichte die Überführung des Großteils der in Pforzheim eingelagerten Bilder nach Waldshut. Das Haus in Pforzheim war nicht völlig zerstört worden (Februar 1945), das Dach nur teils eingestürzt, ein kleiner Rest an Bildern konnte noch nach Mühlacker (1946) gerettet werden, später kamen sie auch nach Bernau.

## Rezeption und Würdigung
Seine Bilder, Zeichnungen und Grafiken zeigen den Bezug und die Verbundenheit zur Heimat im Südschwarzwald und Hochrhein. Adolf Hildenbrand stellte seine Arbeiten in Ausstellungen in Deutschland und in der Schweiz aus, 1935 zum letzten Mal. Eine Einladung zu einer Ausstellung in Monza schlug er aus. Ein 1944 in Waldshut angedachtes Adolf-Hildenbrand-Museum kam nicht zustande. Seine Bilder, Zeichnungen und Werke befinden sich heute großteils eingelagert sowie in Privatbesitz.
Der Bildhauer Alfred Sachs (1907–1990) fertigte eine Bronze-Büste. Sporadisch fanden und finden immer wieder Ausstellungen seiner Werke statt. Mehrere Straßen sind ihm zu Ehren benannt worden, so beispielsweise in Bonndorf im Schwarzwald. Der Heimatforscher Emil Baader (sein Neffe) errichtete 1957 eine „Heimatstube“ mit Abbildungen seiner Werke in Waldshut und 1958/59 in Löffingen eine „AHi-Gedenkstube“.

## Schriften
- (mit Hermann Erpf): Vorschläge zur Förderung der Künste und der schaffenden Künstler in Baden. (Denkschrift) 1919.